# MFG (Message from God)
MFG är en duo från Israel som producerar psykedelisk trance-musik. De två medlemmarna heter Aharon Segal och Guy Zukrel. De har lång erfarenhet av elektronisk musik bakom sig, de påbörjade sin produktion redan då de var 15 år gamla.
De verkade under många år som amatörer, innan de år 1996 tog kontakt med Oren Kristal på det israeliska skivbolaget Phonokol. Oren gillade deras musik starkt, och bara några månader senare var deras första album, "The Prophecy" ute. Sedan dess har det blev tre album till: "New Kind of World", "Project Genesis" och "The Message".